# Erich Hof
Erich Hof (Viena, Austria, 3 de agosto de 1936 - Viena, 25 de enero de 1995) fue un jugador y entrenador de fútbol austríaco. En su etapa como jugador profesional se desempeñaba como delantero. 
Es considerado uno de los mejores futbolistas austríacos de los años 1960.

## Fallecimiento
Murió el 25 de enero de 1995 en Viena a la edad de 58 años, debido a un cáncer de pulmón.

## Selección nacional
Fue internacional con la selección de fútbol de Austria en 37 ocasiones y convirtió 28 goles.

## Equipos

### Como jugador
| Equipo           | País    | Año       |
| ---------------- | ------- | --------- |
| Wiener SC        | Austria | 1954-1964 |
| FK Austria Viena | Austria | 1964      |
| Wiener SC        | Austria | 1965-1969 |

### Como entrenador
| Equipo              | País    | Año       |
| ------------------- | ------- | --------- |
| Wiener SC           | Austria | 1969-1970 |
| SV Austria Salzburg | Austria | 1971      |
| Wiener SC           | Austria | 1974-1979 |
| FK Austria Viena    | Austria | 1980-1982 |
| Selección nacional  | Austria | 1982-1984 |
| Wiener SC           | Austria | 1985-1986 |
| GS Diagoras Rodou   | Grecia  | 1987      |
| FK Austria Viena    | Austria | 1989-1990 |

## Palmarés

### Como jugador

#### Campeonatos nacionales
| Título               | Equipo    | País    | Año  |
| -------------------- | --------- | ------- | ---- |
| Campeonato austríaco | Wiener AC | Austria | 1958 |
| Campeonato austríaco | Wiener AC | Austria | 1959 |

#### Distinciones individuales
| Distinción                               | Año  |
| ---------------------------------------- | ---- |
| Máximo goleador del Campeonato austríaco | 1959 |
| Máximo goleador del Campeonato austríaco | 1963 |

### Como entrenador

#### Campeonatos nacionales
| Título          | Equipo           | País    | Año  |
| --------------- | ---------------- | ------- | ---- |
| Bundesliga      | FK Austria Viena | Austria | 1981 |
| Copa de Austria | FK Austria Viena | Austria | 1982 |
| Copa de Austria | FK Austria Viena | Austria | 1990 |